# 胡应葵
胡应葵（?—?），河南汝阳人，是一名清朝政治人物。
胡应葵曾于1732年接替沈运泰任青浦县知县一职，1733年由李宜昱接任。